# San Michele (Schiff)
Die San Michele war eine 1841 in Genua vom Stapel gelaufene Fregatte der Marine des Königreichs Sardinien-Piemont. Das Schiff wurde im Zug der Einigung Italiens 1861 von der Regia Marina als Schulschiff übernommen und 1868 außer Dienst gestellt.

## Geschichte
Die erste größere Fahrt führte die San Michele 1842 nach Brasilien. 1847 brachte sie in Schweden erworbene Kanonen nach Genua. 1848 nahm die San Michele in der Adria am ersten italienischen Unabhängigkeitskrieg teil, insbesondere am Schutz der Repubblica di San Marco in Venedig, und dann an der ergebnislosen Blockade von Triest, wo sie beschädigt wurde. 1856 unterstützte sie während des Krimkriegs als Teil eines größeren Marineverbandes im Schwarzen Meer ein piemontesisches Truppenkontingent auf der Krim. Im September 1860 unterstützte sie an der Adriaküste die piemontesischen Truppen bei deren Operationen bei Castelfidardo und Ancona, anschließend dann bei den Kämpfen um Gaeta, wo sie erneut beschädigt wurde.
Nach der Einigung Italiens wurde die mittlerweile veraltete San Michele noch bis 1868 als Segelschulschiff genutzt und dann im März 1875 zum Abwracken verkauft.